# 425
425 (CDXXV) fue un año común comenzado en jueves del calendario juliano, en vigor en aquella fecha.
En el Imperio romano, el año fue nombrado el del consulado de Teodosio y Valentiniano, o menos comúnmente, como el 1178 Ab urbe condita, adquiriendo su denominación como 425 a principios de la Edad Media, al establecerse el anno Domini.

## Acontecimientos

### Imperio romano
- Los vándalos se instalan en Cartagena, asestando un duro golpe a la seguridad del comercio entre Roma e Hispania. Se adueñan también de Andalucía y construyen una flota, que les permite invadir Mallorca.
- Aecio lleva a Roma un ejército reclutado entre los hunos para apoyar al usurpador Juan.
- Teodosio II, emperador de Oriente, envía a Italia un ejército liderado por el general Ardabur y su hijo Aspar, para tratar de restablecer la dinastía oficial, representada por Valentiniano III.
- Aspar toma Aquilea, mientras que su padre trata de tomar Rávena. Aspar es hecho prisionero, pero esto le permite hacerse con las tropas de Juan el usurpador, quien es hecho prisionero y decapitado posteriormente.
- 23 de octubre: Valentiniano III es proclamado en Roma emperador de Occidente (hasta 455). Su madre, Gala Placidia, controla el Imperio de Occidente como regente. Su influencia fue decisiva en el gobierno del Estado hasta poco antes de su muerte.[1]
- El general romano Aecio se une a la causa del nuevo emperador, Valentiniano III, recibe el título de conde, y la dignidad de jefe del ejército de la Galia.
- Éxito de Aecio y de sus auxiliares hunos sobre los francos y los visigodos en la Galia (425-428).
- Progresivo abandono de las líneas renanas a las infiltraciones germánicas (425-460).
- Los heftalitas cruzan el río Oxus y saquean la región de Bactriana.

### Asia
- En China, el rey To-pa Tao inicia una campaña contra los reinos de Jeu-Han y Hia.
- En la India, Kakusthavarman, de la dinastía Kadamba reina sobre el territorio de Karnataka (desde Kaveri hasta Godaviri) hasta 450.

## Arte y literatura
- Fundación de los Ateneos (universidades) de Roma, Constantinopla y Beirut, por Teodosio II, animado por su esposa Eudoxia. Emplea a un gran número de profesores, pagados por el Estado, y les concede el monopolio de la educación superior. A las materias tradicionales de la Retórica (elocuencia, sofística y gramática latina y griega) se añanden la Filosofía y el Derecho. Junto con los Ateneos, crea también Bibliotecas (en la de Constantinopla, con 120000 volúmenes).
- Juan Casiano, teórico monástico latino, termina De institutionis coenobiorum.
- Se construye la iglesia de Santa Sabina en Roma, que consta de tres naves sin crucero.
- Se redacta la Notitia dignitatum, catálogo de los cargos civiles y militares del Imperio romano.
- A la muerte del Patriarca del Sanedrín Gamaliel IV, el Sanedrín es abolido por el Imperio romano de Oriente.
- El budismo comienza a extenderse por el Sureste de Asia.

## Nacimientos
- Zu Chongzhi, matemático y astrónomo chino.
- Zenón, emperador romano de Oriente (fecha aproximada).

## Fallecimientos
- 10 de octubre: Ático, patriarca de Constantinopla.
- Juan, usurpador del Imperio romano de Occidente.
- Flavio Castino, político romano.
- Gamliel VI, el último nasi (príncipe hebreo).
- Mavia, reina árabe.